# Sitio del Castillo Odani
El Sitio de Odani (小谷城の戦い Odani-jō no Tatakai?) de 1573 fue un conflicto bélico que tuvo lugar durante el período Sengoku de la historia de Japón y fue la última defensa que presentó el clan Azai, uno de los principales oponentes de Oda Nobunaga.
Azai Nagamasa decide hacer frente por última vez a las fuerzas de Oda Nobunaga sabiendo desde un principio que se enfrentaría a la derrota, por lo que envía a su esposa Oichi (hermana de Nobunaga) junto con tres de sus hijas de regreso con el clan Oda para que no enfrenten el mismo destino que el. Nagamasa decide entonces asediar el campamento principal de las fuerzas del clan Oda pero falla en el intento y es capturado. 
Nagamasa decide cometer seppuku junto con su hijo.